# Kurt Marcinowski
Kurt Marcinowski (* 6. März 1882 in Berlin; † 4. Oktober 1945 in Berlin-Steglitz) war ein deutscher Politiker (DNVP).

## Leben und Wirken
Marcinowski studierte von 1901 bis 1905 Hochbauwesen in Berlin-Charlottenburg. 1911 heiratete er.
Marcinowski nahm als Leutnant der Reserve mit dem Infanterie-Regiment Nr. 24 am Ersten Weltkrieg teil, in dem er mindestens einmal verwundet wurde.
1919 wurde Marcinowski Mitglied der Deutschnationalen Volkspartei (DNVP).
Am 4. März 1924 kam Marcinowski im Nachrückverfahren für den verstorbenen DNVP-Abgeordneten Gustav Roesicke in den Reichstag der Weimarer Republik, dem er bis zu den Wahlen vom Mai 1924 angehörte. Zu dieser Zeit lebte Marcinowski als Regierungs- und Baurat in Berlin-Lichterfelde.
Zum 1. Mai 1933 trat Marcinowski der NSDAP bei (Mitgliedsnummer 2.644.915).

## Schriften
- Polizeiverordnung (Bauordnung) für das platte Land der Provinz Brandenburg vom 9. April 1932, Petershagen bei Berlin 1932.
- Die Bauvorschriften für den Regierungsbezirk Potsdam mit dem Gesetz vom 15. Dezember 1933 über baupolizeiliche Zuständigkeiten nach dem Stande vom 1. März 1934. Nowawes 1934.
- Das Baurecht im Spiegel der Rechtsprechung des Preussischen Oberverwaltungsgerichtes seit 1936 Berlin 1941.